# Ornolac-Ussat-les-Bains

Ornolac-Ussat-les-Bains este o comună în departamentul Ariège din sudul Franței. În 1 ianuarie 2022 avea o populație de 248 de locuitori.